# Callambulyx
Genre
Le genre Callambulyx regroupe des insectes lépidoptères de la famille des Sphingidae, de la sous-famille des Smerinthinae et de la tribu des Smerinthini.

## Systématique
- Le genre Callambulyx a été décrit par les entomologistes Lionel Walter Rothschild et Karl Jordan en 1903[1].
- L'espèce type est Callambulyx rubricosa amanda (aujourd'hui reclassée Callambulyx amanda).

### Taxinomie
Liste des espèces
- Callambulyx amanda - Rothschild & Jordan 1903
- Callambulyx junonia - (Butler 1881)
- Callambulyx kitchingi - Cadiou 1996
- Callambulyx poecilus - (Rothschild 1898)
- Callambulyx rubricosa - (Walker 1856)

Callambulyx rubricosa piepersi - (Snellen, 1880)
- Callambulyx schintlmeisteri - Brechlin 1997
- Callambulyx sichangensis - Chu & Wang, 1980
- Callambulyx sinjaevi - Brechlin, 2000
- Callambulyx tatarinovii - (Bremer & Grey 1853)

Callambulyx tatarinovii formosana - Clark, 1935 
Callambulyx tatarinovii gabyae - Bryk, 1946

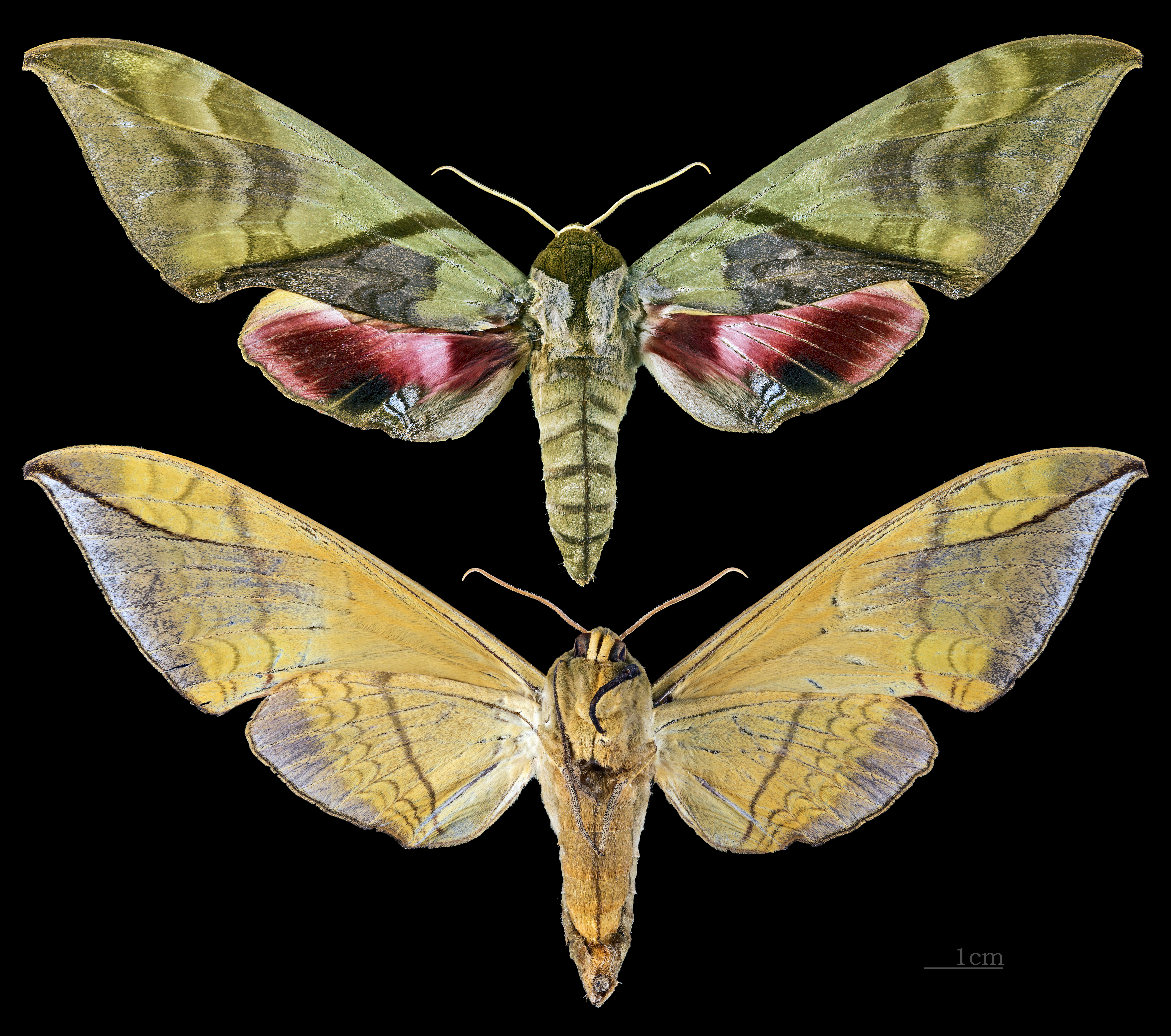
Callambulyx amanda
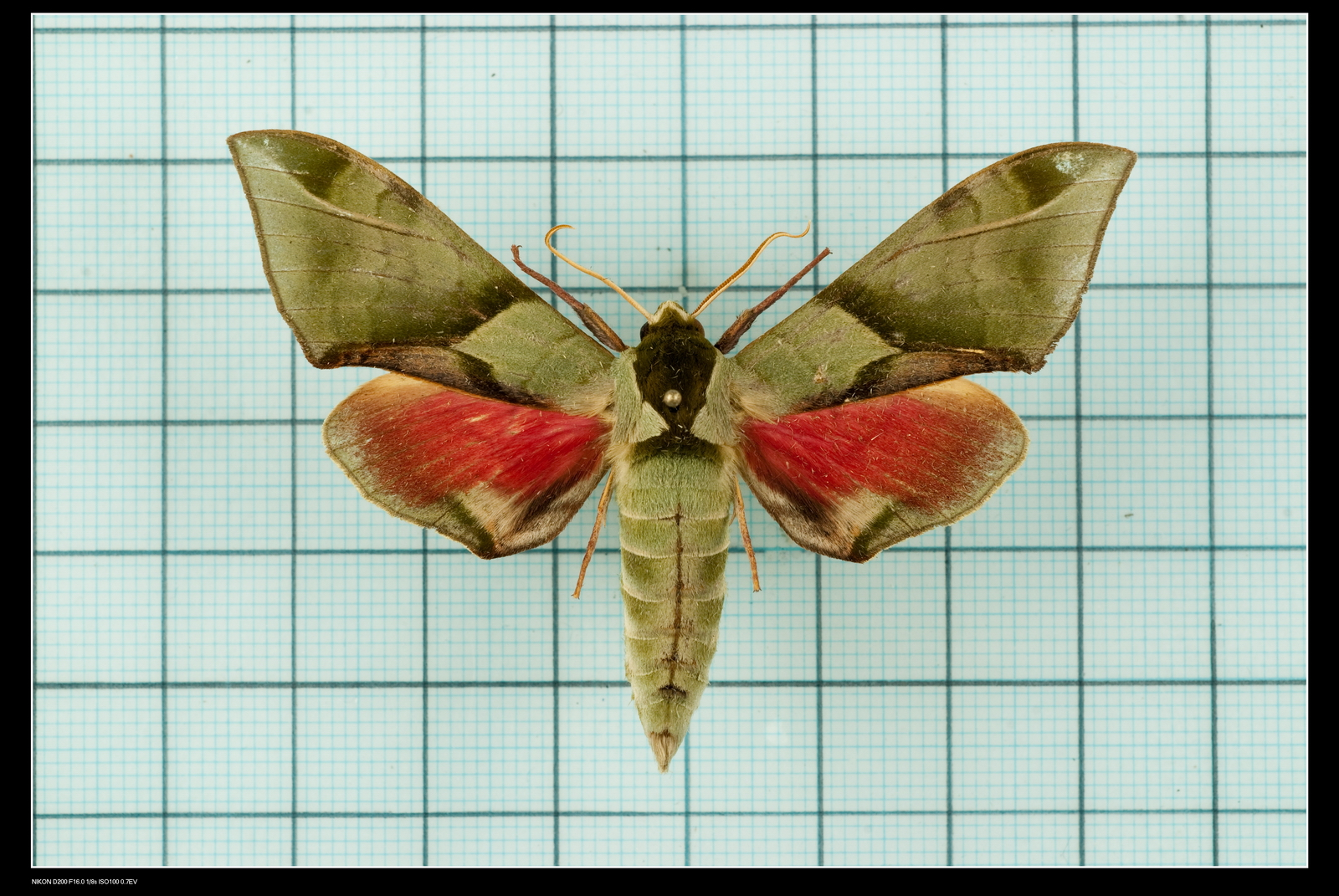
Callambulyx poecilus formosana
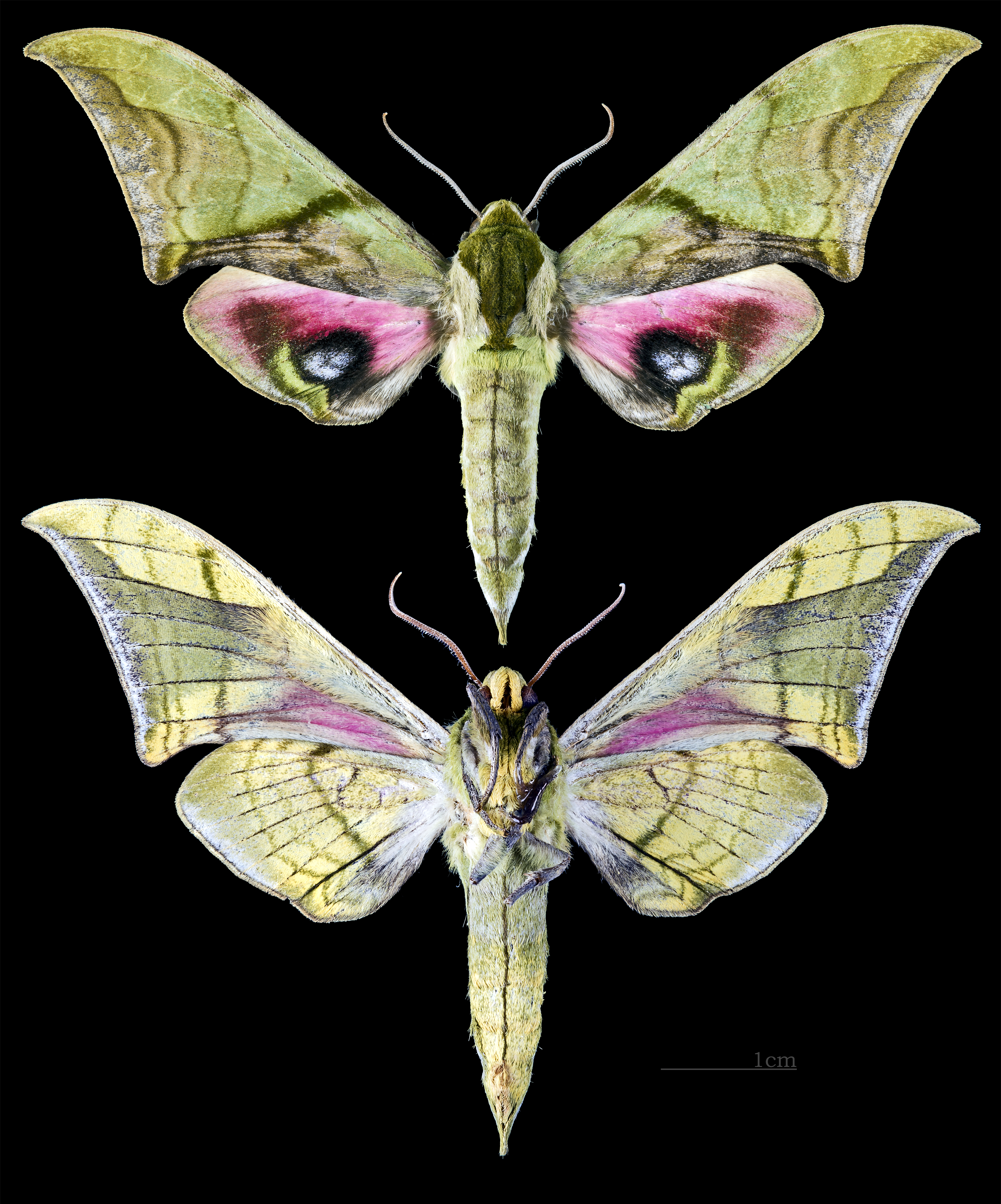
Callambulyx junonia
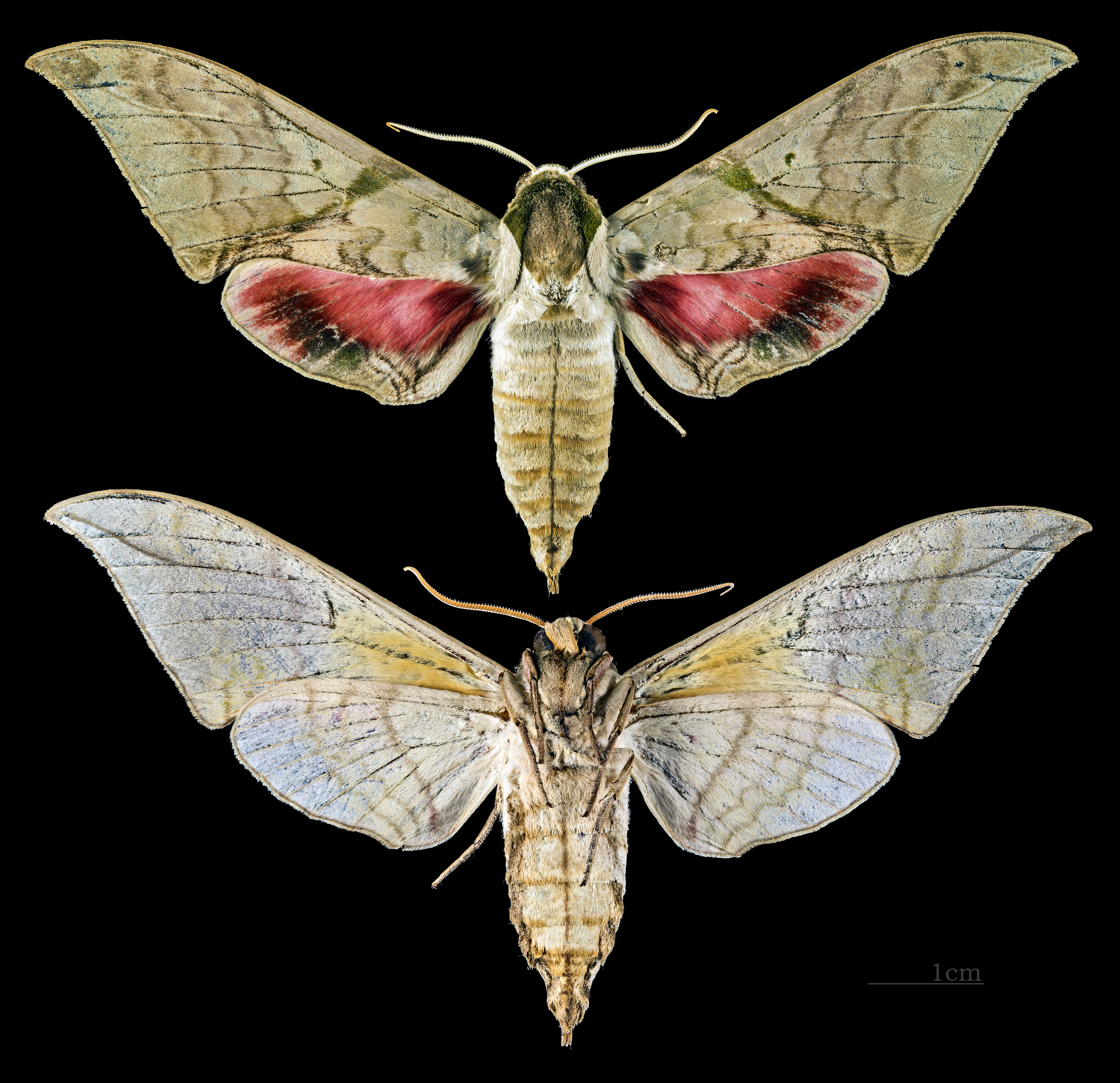
Callambulyx rubricosa piepersi
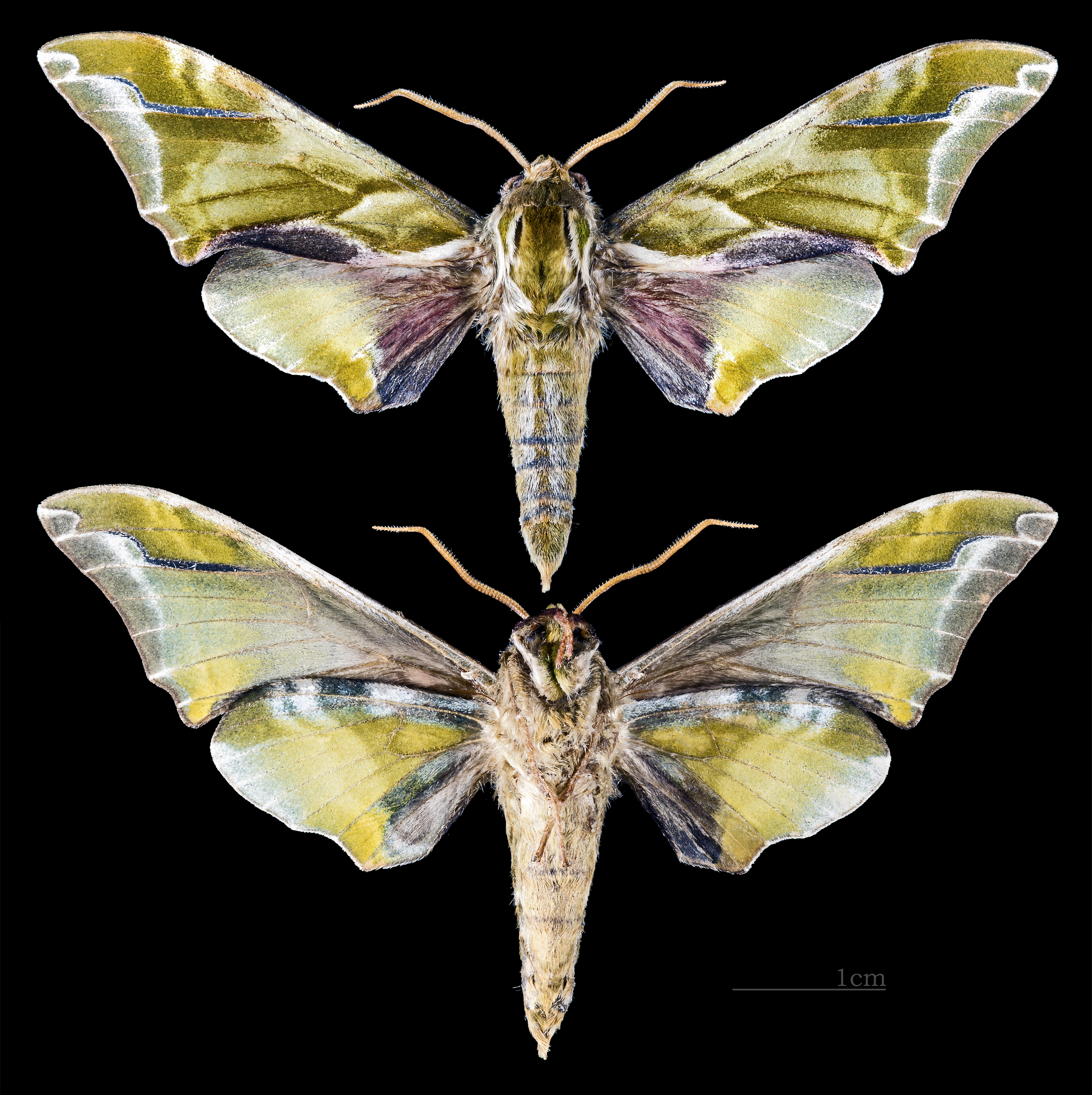
Callambulyx sinjaevi
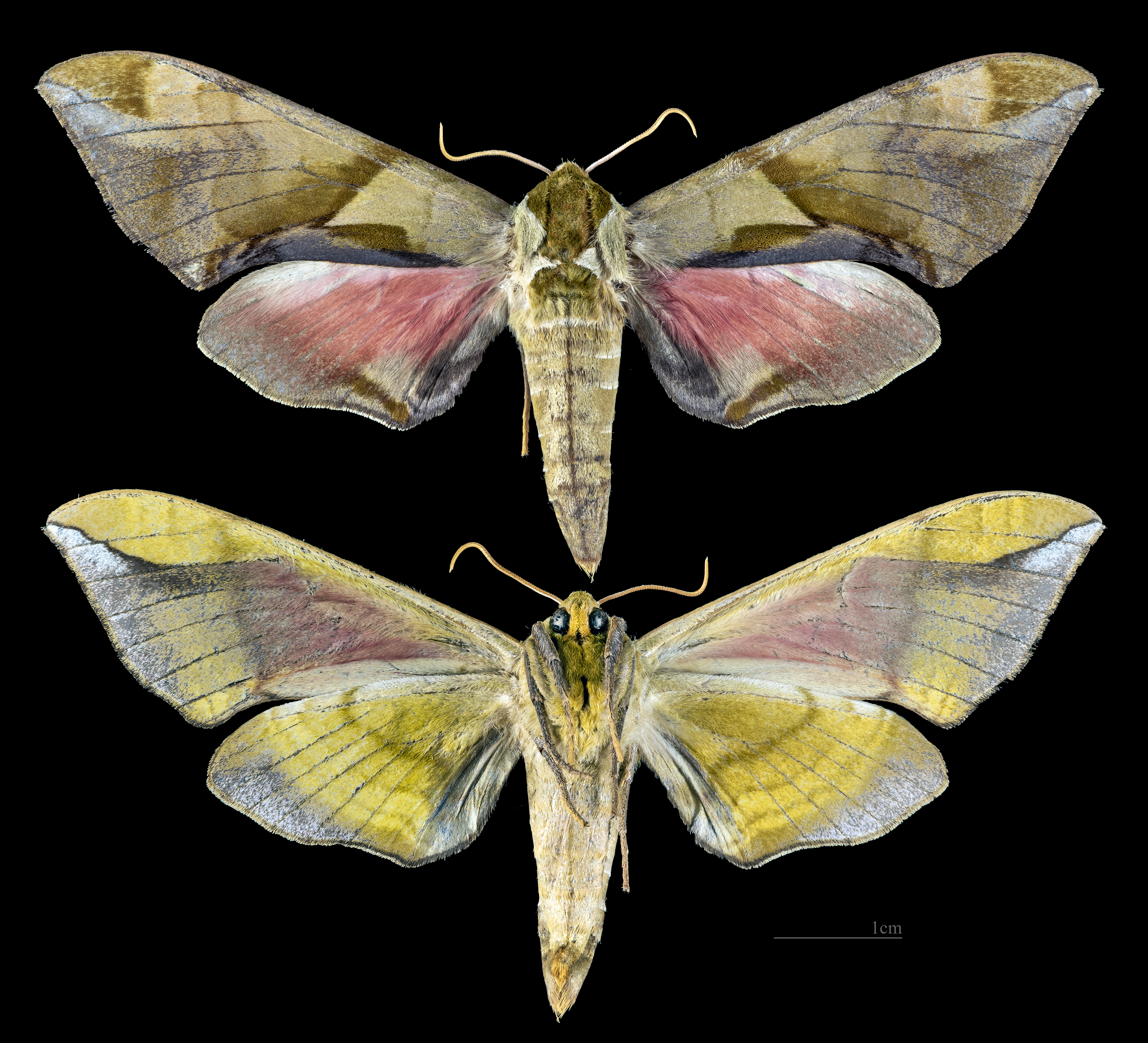
Callambulyx tatarinovii